# Преславский клад

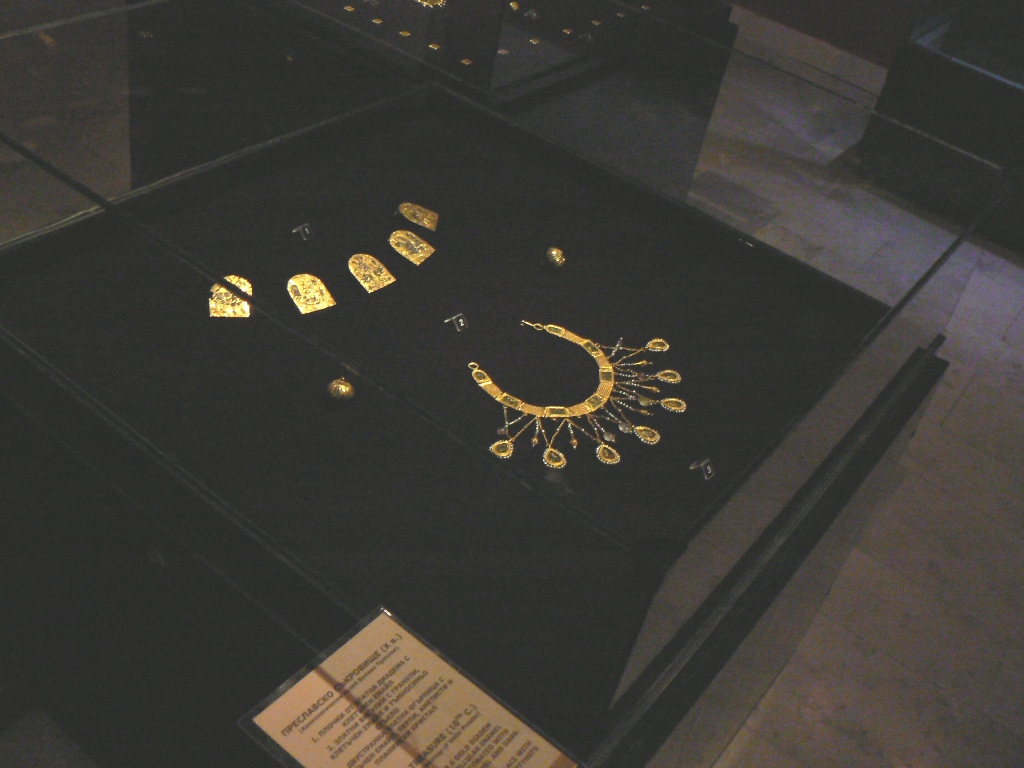
Двойное золотое ожерелье из клада выставлено в Варненском археологическом музее.

Преславский клад был золотым и был обнаружен 11 апреля 1978 года в Болгарии при посадке виноградных лоз под Преславом. Он состоит из 170 предметов.
Из всех изделий наиболее интересным является двойное золотое колье, которое, скорее всего, принадлежало Ирине Лакапине.
По самым молодым монетам, отчеканенным во время императора Романа II, клад датирован очень точно. Он был спрятан во время походов Святослава Игоревича в Болгарию или, самое позднее, во время завоевания и сожжения Преслава византийским императором Иоанном I Цимисхием в 971 году.